# Brunejské královské letectvo
Vojenské letectvo sultanátu Brunej (malajsky Tentera Udara Diraja Brunei, zkratkou TUDB) je letecká složka ozbrojených sil Bruneje.

## Přehled letecké techniky
Tabulka obsahuje přehled letecké techniky vzdušných sil Bruneje pro rok 2023 podle Flightglobal.com.
| Název                          | Fotografie                     | Původ                          | Určení                         | Verze                          | V aktivní službě               | Poznámky                       |                                |
| Dopravní a transportní letouny | Dopravní a transportní letouny | Dopravní a transportní letouny | Dopravní a transportní letouny | Dopravní a transportní letouny | Dopravní a transportní letouny | Dopravní a transportní letouny | Dopravní a transportní letouny |
| ------------------------------ | ------------------------------ | ------------------------------ | ------------------------------ | ------------------------------ | ------------------------------ | ------------------------------ | ------------------------------ |
| CASA C-295                     |                                | Evropská unie                  | taktický transportní letoun    | C-295MW                        | 2                              | další 2 objednány              |                                |
| Dopravní a transportní letouny |                                |                                |                                |                                |                                |                                |                                |
| CASA CN-235                    |                                | Evropská unie                  | taktický transportní letoun    |                                | 1                              |                                |                                |
| Vrtulníky                      |                                |                                |                                |                                |                                |                                |                                |
| Bell 214                       |                                | USA                            | víceúčelový vrtulník           | Bell 214ST                     | 1                              |                                |                                |
| Sikorsky S-70                  |                                | USA                            | transportní vrtulník           | S-70i                          | 12                             |                                |                                |
| Cvičná letadla                 |                                |                                |                                |                                |                                |                                |                                |
| Bell 206                       |                                | USA                            | cvičný vrtulník                |                                | 2                              |                                |                                |
| Pilatus PC-7                   |                                | Švýcarsko                      | cvičný letoun                  | PC-7 Mk.II                     | 4                              |                                |                                |